# Martin Rossen
Martin Engell-Rossen (født 10. september 1975 i Glostrup) er en dansk embedsmand og erhvervsmand og har siden 2024 været kabinetschef for den danske EU-kommissær Dan Jørgensen. Han er uddannet cand.scient.pol. og har tidligere været særlig rådgiver for statsminister Mette Frederiksen samt stabschef for først Socialdemokratiet og senere Statsministeriet. 2020-2023 var han Senior Vice President i Danfoss og har desuden været selvstændig erhvervsdrivende.

## Karriere
Engell-Rossen har tidligere arbejdet som kommunikationsdirektør for Microsoft Danmark og været chef for Public Affairs og Samfundskommunikation hos TDC.
Inden Folketingsvalget 2019 arbejdede han i flere år som særlig rådgiver for Mette Frederiksen. Efter folketingsvalget 2019 blev han stabschef for det politiske sekretariat i Statsministeriet, og han blev også fast medlem af regeringens koordinationsudvalg og økonomiudvalg samt rådgiver for statsministeren.
2020-2023 var Engell-Rossen Senior Vice President med ansvar for global bæredygtighed, kommunikation, politik og marketing hos Danfoss. I foråret 2023 fratrådte han denne stilling for blive selvstændig i firmaet Engell-Rossen Strategy.
Efter at Dan Jørgensen blev godkendt af Europa-Parlamentet i efteråret 2024 som ny energi- og boligkommisær, blev Martin Rossen ansat som Jørgensens kabinetschef i Europa-kommissionen.

## Kontroverser
Udnævnelsen af Martin Rossen til stabschef i Statsministeriet blev af kritiske røster kaldt et "demokratisk problem, hvis regeringen er for svag”, og hans markante rolle i embedsværket blev kritiseret af oppositionen for at være for magtfuld. I et samråd i september 2019 blev han særligt kritiseret for sit medlemskab af to regeringsudvalg, koordinationsudvalget og økonomiudvalget. Den position gav ham en magt, som indtil da var uset for en særlig rådgiver.